# Zhang Xun
Zhang Xun o Chang Hsün (Contea di Fengxin, 16 settembre 1854 – Tientsin, 11 settembre 1923) è stato un generale cinese, artefice di un tentativo fallito di restaurare la monarchia cinese della dinastia Qing durante il periodo dei signori della guerra.

## Biografia
Zhang Xun nacque il 16 settembre 1854 nella contea di Fengxin (nella città-prefettura di Yichun) nel Jiangxi.
Partecipò alla ribellione dei Boxer servendo l'imperatrice Cixi contro l'Alleanza delle otto nazioni e in seguito entrò nell'esercito Beiyang guidato dal potente generale Yuan Shikai diventandone un fedele.
Durante la rivoluzione Xinhai del 1911 partecipò attivamente alla sua soppressione e quando Yuan Shikai si insediò come presidente della nuova Repubblica di Cina, giurò fedeltà al nuovo governo repubblicano.
Nonostante ciò Zhang rifiutò di tagliarsi la coda ai capelli, chiaro segno della sua fedeltà alla dinastia Qing.
Durante la Seconda Rivoluzione del 1913 guidata da Sun Yat-sen, combatté contro Sun e i suoi sostenitori repubblicani e democratici e occupò con le sue forze Nanchino, ottenendo il pieno favore di Yuan, che lo nominò maresciallo di campo.
Zhang giurò fedeltà all'Impero di Cina (1915-1916) quando Yuan si incoronò nuovo imperatore e combatté nella guerra di protezione nazionale per proteggere la nuova debole monarchia.
Quando la guerra finì con la vittoria dei signori della guerra repubblicani, Zhang giurò di nuovo fedeltà alla Repubblica.

### La Grande Guerra e il colpo di Stato monarchico
Quando iniziò la prima guerra mondiale in Europa nell'agosto 1914, Zhang fu un esplicito sostenitore dell'intervento nel conflitto dalla parte degli Imperi centrali. Egli era infatti filo-tedesco.
Nel 1917 con la Cina sebbene ancora ufficialmente neutrale ma in modo evidente schierata a favore della Triplice intesa il governo tedesco si servì di Zhang per poter provare a rovesciare la situazione.
Il presidente Li Yuanhong aveva cacciato il premier Duan Qirui, creando il caos nel governo e nella situazione a rischio si inserì abilmente Zhang. Egli si offrì di mediare con le fazioni politiche e militari e nel giugno del '17, inviato con fondi e armi tedesche, occupò la capitale Pechino insieme a Kang Youwei e obbligò il presidente Li a sciogliere il parlamento. E qui arrivò il vero colpo di Stato.
Il 1º luglio scioccò la Nazione restaurarando sul trono l'ex imperatore Qing Pu Yi, con cui era in contatto da tempo, abdicato nel 1912 e si proclamò primo ministro del Gabinetto imperiale.
La restaurarazione monarchica però ebbe vita breve. Li Yuanhong, fuggito alla legazione giapponese, incaricò Duan Qirui di salvare la Repubblica e così fu fatto il 12 luglio quando le truppe repubblicane rientrarono alla Città Proibita.
Zhang fuggì alla legazione olandese e, persa ogni speranza di restaurare la monarchia, si ritirò dalla politica.
Morì l'11 settembre 1923 a Tientsin.